# Фехте
Фехте, Вехт (нем. Vechte; устар. Вехте) — река в Германии и Нидерландах, протекает по землям Нижняя Саксония и Северный Рейн-Вестфалия и провинции Оверэйссел. Площадь бассейна реки составляет 3780 км². Длина реки — 182 км.
Вплоть до XIX века река играла важную роль в судоходстве. В конце XIX века Фехте была канализирована и разделена на несколько частей. Основные из них: канал Эмс-Фехте, Южно-северный канал и канал Нордхорн-Алмело, проходящий до голландского города Алмело.